# Cerurella natalensis
Cerurella natalensis är en fjärilsart som beskrevs av Sergius G. Kiriakoff 1962. Cerurella natalensis ingår i släktet Cerurella och familjen tandspinnare. Inga underarter finns listade i Catalogue of Life.